# Wacholderheide am Irslenbach
Das Wacholderheide am Irslenbach ist ein vom Landratsamt Rottweil am 1. Februar 1953 durch Verordnung ausgewiesenes Landschaftsschutzgebiet auf dem Gebiet der Stadt Oberndorf am Neckar.

## Lage
Das Landschaftsschutzgebiet Wacholderheide am Irslenbach liegt etwa 1 km südöstlich des Stadtteils Bochingen unweit der A 81. Es gehört zum Naturraum Obere Gäue.

## Landschaftscharakter
Das Landschaftsschutzgebiet umfasst einen Sukzessionswald, der sich auf einer ehemaligen Wacholderheide entwickelt hat. Teilweise wurde das Gebiet mit Fichten aufgeforstet. Im Norden des Gebiets befinden sich Wirtschaftswiesen.